# برايان أنتوني
برايان أنتوني (بالإنجليزية: Brian Antoni)‏ (1959)؛ روائي أمريكي. درس القانون في جامعة إيموري وحصل على الدكتوراه في القانون من جامعة جورج تاون، إلّا أنه لم يمارس مهنة المحاماة.